# Charles-Jules Matthey
Pour les articles homonymes, voir Matthey.
Charles-Jules Matthey (né le 7 décembre 1814 à Savagnier et décédé le 28 juillet 1863 à Neuchâtel) est un homme politique suisse. De 1854 à 1857, il est membre du Conseil national et de 1859 à 1862 Conseiller d'État.

## Biographie
Fils d'un fermier, Charles-Jules Matthey travaille comme instituteur. Il enseigne à Savagnier, Fontaines, Cernier et Saint-Imier. Il défend des opinions radicales et est activement impliqué dans la révolution réussie contre la domination prussienne dans le canton de Neuchâtel en 1848. Cette année-là, il est commissaire provisoire de la police de la ville de Neuchâtel. De 1850 à 1853, il est huissier de la Justice de paix. En 1852, il est nommé préfet du district du Val-de-Ruz, et de 1854 à 1858 également du district de Neuchâtel.
Il est élu au Grand Conseil du canton de Neuchâtel en 1853 et il y reste jusqu'en 1858. Il est élu au Conseil national en 1854 et renonce à sa réélection trois ans plus tard. 
En tant que préfet de Neuchâtel, il est impliqué dans la répression du soulèvement royaliste de 1856. Le Grand Conseil l'a élu au Conseil d'État en 1859. Il en démissionne trois ans plus tard.